# يوشيكازو ساكاموتو
يوشيكازو ساكاموتو (باليابانية: 坂本義和؛ بالكانا: さかもと よしかず) هو عالم سياسة ياباني، ولد في 16 سبتمبر 1927، وتوفي في 2 أكتوبر 2014.